# Chancey
Chancey é uma comuna francesa na região administrativa de Borgonha-Franco-Condado, no departamento de Alto Sona. Estende-se por uma área de 7,71 km². Em 2010 a comuna tinha 205 habitantes (densidade: 26,6 hab./km²).